# Aschaffenburger Kumbeer

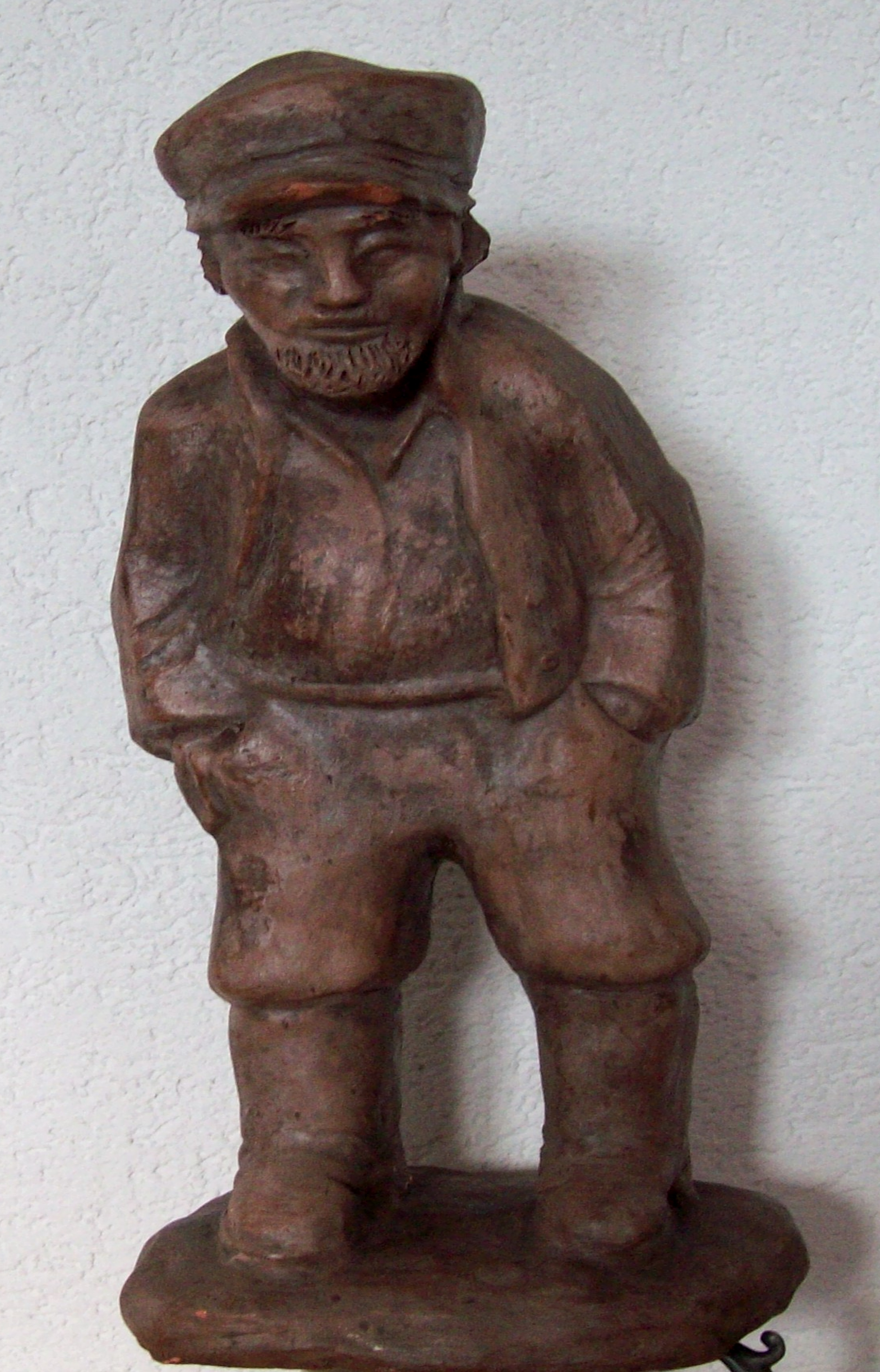
Tonplastik „Aschebercher Kumbeer“

Der Kumbeer ist – neben dem Maulaff – ein Aschaffenburger Original, in zahlreichen Bildern von Adalbert Hock festgehalten. Kumbeern wurden die Männer der Aschaffenburger Fischerzunft im Volksmund der Stadt genannt, sie lebten mit ihren Familien im Fischerviertel. Die Benennung ist vermutlich aus dem französischen „compère“ (Gevatter) dem Mainzer Dialekt entnommen, aber doch ein spezieller Ascheberscher Ausdruck.
Der Heimatdichter Gustav Trockenbrodt beschreibt in seinen „Ascheberger Sprüch“ das Fischergässer Original wie folgt:
„Wie der Frankfurter sein Sachsenhäuser, so hat der Aschaffenburger seinen Fischergässer, im Aschaffenburger Dialekt ‚Kumbeer‘ genannt, den urwüchsig derben, aber gutmütigen Fischer und Schiffer auf dem Maine, der in früherer Zeit sich auch durch verschiedene Eigentümlichkeiten des Dialekts vom eigentliche Städter unterschied ...“
Uff de Mäbrück

In de ärgste Mittagssunne

Lehnt dort an de Mäbrück’ drunne

Faul en Kumbeer, hot ’en Kloube

ganz schepp in sei’ Maul geschoube

Un die Fäust’ tief in de Säckel,

wärmt er sich die Aagedeckel;

Un so schläft er in de Sunne

Uff de Brückebrüstung drunne. ...

(Kloube = Kloben, Billardpfeife, schepp = schief)
Ein Fischgässer-Bub erinnerte sich: „Als ich mit meinem Vater beim Fischen auf dem Main war kam uns ein anderer Fischer mit seinem Nachen entgegen. Wer ist das fragte der Bub den Vater: ‚Des is de Kumbeer‘, nicht ein Kumbeer, sondern der Kumbeer und den verkörperte in den 1920/30er Jahren Philipp Orschler, Zunftmeister der Aschaffenburger Fischerzunft (erstmals genannt 1561), ein gestandenes Mannsbild mit Pfeife (Kloube) im Mund, bei der Arbeit richtig zupackend, fachlich kompetent, am Stammtisch ein Philosoph, ein Fuchs, ein Schlitzohr – ewe en Kumbeer.“
Inzwischen gingen die Eigentümlichkeiten verloren und im Fischerviertel sind der spezielle Dialekt und seine Ausdrucksweise verschwunden. Geblieben ist der Kumbeer als beliebte Figur der Aschaffenburger Fastnacht in der Darstellung von Philipp „Fipp“ Fuchs auf der Bühne des CCC Carneval-Club-Concordia. Er verkörpert das Fischergässer Original seit 1991, als Günther Kolb verstarb, der als „Maulaff“ zum Symbol der Aschaffenburger Fastnacht geworden war.

## Kurioses
Eher tragisch: der Kumbeer Philipp Orschler hatte während des Zweiten Weltkrieges einen Helfer namens Jean Pleiber, einen sogenannten französischen Fremdarbeiter. Im Frühjahr 1944 gerieten die beiden während eines Fischzuges beim Flusskraftwerk Obernau in einen Strudel – ihr Nachen kenterte und beide ertranken. So vereinte der Tod den Ascheberger Kumbeer mit seinem französischen compère.